# Йохан Бларамберг
Йохан Фьодорович Бларамберг (на руски: Иван Фёдорович Бларамберг; на немски: Johann Blaramberg) е руски генерал-лейтенант, топограф, картограф и изследовател от немски произход.

## Произход и образование (1800 – 1828)
Роден е на 8 април 1800 година във Франкфурт на Майн, Свещена Римска империя. През октомври 1820 постъпва в Университета в Хесен, където слуша лекции по математика, статистика и различни юридически дисциплини.
През 1823 пристига в Петербург, а след това се премества в Москва при свои роднини, където прекарва една година като учи руски език, история и география, усъвършенства познанията си по френска литература, математика и рисуване. През 1824 получава руско поданство, на следващата година е приет в Института за пътни съобщения и през 1826 го завършва с отличен успех и с чин прапорщик. През 1827 е произведен в подпоручик и участва в строителството на шосето между Москва и Твер, а през 1828 получава чин поручик.

## Военна и научна кариера (1828 – 1869)
По време на поредната Руско-турска война (1828 – 1829) е зачислен като военен художник към армията и съставя албум с над 50 рисунки. От 1830 до 1832 участва в сраженията на руската армия в Кавказ, вече като щабс-капитан и по време на кампанията извършва топографски дейности в района.
През 1836 е произведен в капитански чин и зачислен в експедицията на Григорий Карелин, която картира източното крайбрежие на Каспийско море. През 1850 в изданията на Руското географско дружество са отпечатани работите му по време на експедицията: „Журнал, веденный во время экспедиции для обозрения восточных берегов Каспийского моря в 1836 году“, а също и „Топографическое и статистическое описание восточного берега Каспийского моря от Астрабадского залива до мыса Тюб-Караган“.
На 18 януари 1837 е назначен за адютант на руски посланик в Персия генерал-майор граф Иван Симонич и остава на тази длъжност до 1840. По време на повече от тригодишното си пребиваване в Персия и Афганистан извършва голям брой топографо-геодезически заснемания и географски изследвания, за които регулярно пише докладни записки и ги изпраща в Петербург – „Взгляд на современные события в Афганистане“ и обзорную работу „Сведения об Хоросане, Четырех Оймаках, гезаре, узбеках, Сеистане, Белуджистане и Афганистане“ (февруари 1839); „Осада города Герата, предпринятая персидской армией под предводительством Магомед-шаха в 1837 и 1838 годах“ (януари 1840, публикувано чак през 1895). През 1841 подготвя „Статистическое обозрение Персии“ (публикувано през 1853).
През 1840 е откомандирован в Оренбургския корпус и през януари 1841 е назначен за командващ конвоя съпровождащ дипломатическите руски мисии в Бухара и Хива.
От 1843 до 1845 под негово ръководство (от 1845 вече с чин полковник) се осъществява топографско заснемане на големи участъци от Киргизките степи, платото Устюрт и Южен Урал, като материалите и подготвените карти са издадени през 1848 под заглавието „Военно-статистическое обозрение Оренбургской губернии“. На 7 ноември 1845 по препоръка на Фьодор Литке и Фердинанд Врангел е приет за член на Руското географско дружество.
През 1852 възглавява щурма на руските войски при превземането на Коканд и за тези му заслуги през октомври същата година е произведен в генерал-майор. През 1855 е преместен в Петербург и е на разположение на военния министър. Същата година под негова редакция излиза труд, плод на дългогодишните му топографски дейности в Азия озаглавен: „Военно-статистическое обозрение земель киргиз-кайсаков Внутренней (Букеевской) и Зауральской (Малой) орды Оренбургского ведомства по рекогносцировкам и материалам, собранным на месте, составленное обер-квартирмейстером Оренбургского корпуса Генерального штаба полковником Бларамбергом“.
В Петербург Бларамберг ръководи съставянето на новата „Генерална карта на Руската империя“ („Генеральной карты Российской империи“). През април 1862 получава звание генерал-лейтенант. През декември 1863 е назначен за управител на Военно-топографската служба към Главното управление на Генералния щаб, а през януари 1866 – за началник на Военно-топографския отдел на Генералния щаб и началник на Корпуса на военните топографи.

## Последни години (1869 – 1878)
През октомври 1869 Бларамберг се пенсионира и се оттегля в имението на жена си близо до Севастопол, където написва и подготвя мемоари, публикувани в Берлин в годините 1872 – 1875, а на руски през 1978 г.
Умира на 8 декември 1878 година в имението на 78-годишна възраст.

## Памет
Неговото име носи връх в североизточната част на остров Едж в архипелага Шпицберген.